# Défaite de famille
Singles de Orelsan
Tout va bien
(2017) La Pluie
(2018)
Clip vidéo
[vidéo] « OrelSan - Défaite de famille », sur YouTube
Pistes de La Fête est finie
Tout va bien
(4) La Lumière
(6)
Défaite de famille est une chanson du rappeur français Orelsan, tirée de son troisième album La fête est finie, sorti en septembre 2017.
Il parle du chanteur détestant les rendez-vous familiaux, ayant des reproches à propos des comportements des membres de sa famille.
C'est la chanson la plus visionnée en streaming de son album La fête est finie à ce jour[Quand ?].

## Vidéo clip
Un clip tiré de cette chanson a été sorti le 28 février 2018. Réalisé par Orelsan et tourné avec des smartphones, il a la particularité d’être dans un format vertical typique de ce type de téléphone. Par ailleurs, chacun des 27 membres de la famille est interprété par Orelsan lui-même, à l'aide de déguisements et de maquillage.

Le clip a été tourné à Saint-Ouen-sur-Seine en janvier 2018 dans la salle des fêtes appelée salle Barbara, annexe du collège Jean-Jaurès. 

## Classements
| Classement (2017-18)         | Meilleure position |
| ---------------------------- | ------------------ |
| France (SNEP)                | 33                 |
| Suisse (Schweizer Hitparade) | 40                 |

## Certification
| Pays   | Organisme | Certification | Seuil        |
| ------ | --------- | ------------- | ------------ |
| France | UPFI      | Diamant       | +50 millions |